# Natalia Partyka
Natalia Dorota Partyka (ur. 27 lipca 1989 w Gdańsku) – polska tenisistka stołowa. Sześciokrotna mistrzyni paraolimpijska – z Aten (2004), Pekinu (2008), Londynu (2012), Rio de Janeiro (2016) i Tokio (2020). Czterokrotna uczestniczka igrzysk olimpijskich: w Pekinie (2008), Londynie (2012), Rio de Janeiro (2016) i Tokio (2020). Reprezentantka kadry narodowej seniorek.
Pomimo swej niepełnosprawności (urodziła się bez prawego przedramienia) rywalizuje w zawodach z zawodniczkami pełnosprawnymi i niepełnosprawnymi. Natalia Partyka oraz zawodniczka z RPA Natalie du Toit są jedynymi olimpijkami, które wystąpiły zarówno podczas Igrzysk Olimpijskich 2008, jak i Igrzysk Paraolimpijskich 2008.
Obecnie jest zawodniczką SKST Hodonin.
Zajmuje 59. miejsce w światowym, 31. w europejskim i 2. w narodowym rankingu ITTF.
- Styl gry: leworęczny, obustronny atak topspinowy, z nastawieniem na forhend blisko stołu

## Osiągnięcia
- Zakwalifikowanie się na Igrzyska Olimpijskie w Pekinie (2008)[3], Londynie (2012)[4], Rio de Janeiro (2016) i Tokio (2020).
- Mistrzyni Świata w grze pojedynczej w kategorii niepełnosprawnych w klasie C10 w 2010, 2014
- Srebrna medalistka mistrzostw Europy drużynowo w 2009
- Brązowa medalistka mistrzostw Europy w grze podwójnej w parze z Xu Jie w 2008
- Zdobywczyni Pucharu ETTU z drużyną KTS Tarnobrzeg (2015)
- Wicemistrzyni Champions League ETTU z drużyną KTS Tarnobrzeg (2016)
- Drużynowa Mistrzyni Polski w sezonach 2014/2015 i 2015/2016 (z KTS Tarnobrzeg)
- Brązowa medalistka mistrzostw Europy drużynowo w 2010, 2014 i 2019
- 4-krotna mistrzyni paraolimpijska w grze pojedynczej w klasie C10 w 2004, 2008, 2012 i 2016
- Mistrzyni paraolimpijska w grze drużynowej z reprezentacją Polski w 2016
- 2-krotna srebrna medalistka paraolimpijska w grze drużynowej z reprezentacją Polski w 2004 i w 2008
- 3-krotna srebrna medalistka mistrzostw Polski w grze pojedynczej z zawodniczkami pełnosprawnymi (2007, 2008, 2009)
- 8-krotna mistrzyni Polski w grze podwójnej z zawodniczkami pełnosprawnymi 2008, 2009, 2012, 2014, 2016, 2017, 2018, 2019
- Mistrzyni Polski w grze pojedynczej w kategorii młodzieżowiec w 2008
- Złota medalistka mistrzostw Europy kadetek w grze pojedynczej z zawodniczkami pełnosprawnymi w 2004
- 4. miejsce drużynowo z reprezentacją Polską na Igrzyskach Paraolimpijskich w Sydney w 2000
- 5. miejsce w grze pojedynczej na Igrzyskach Paraolimpijskich w Sydney w 2000
- Wielokrotna mistrzyni Polski w grze pojedynczej w kategorii niepełnosprawnych

## Ordery, odznaczenia i wyróżnienia
- Postanowieniem prezydenta RP Lecha Kaczyńskiego z 15 grudnia 2008 została odznaczona Krzyżem Kawalerskim Orderu Odrodzenia Polski za wybitne osiągnięcia sportowe[5].
- Statuetka „Championa” w 74. Plebiscycie „PS” i TVP na Sportowca Roku 2008
- Postanowieniem prezydenta RP Bronisława Komorowskiego z 1 lutego 2013 została odznaczona Krzyżem Oficerskim Orderu Odrodzenia Polski za wybitne osiągnięcia sportowe, za promowanie Polski na arenie międzynarodowej[6], którym udekorowano ją 3 maja 2013 r. podczas uroczystości na Zamku Królewskim z okazji Święta Narodowego 3 Maja[7].
- Medal Świętego Brata Alberta za wspieranie osób niepełnosprawnych (2013)[8]
- 2 lipca 2017 r. została uhonorowana gwiazdą w Alei Gwiazd Sportu we Władysławowie[9]
- Postanowieniem prezydenta RP Andrzeja Dudy z 21 października 2016 została odznaczona Krzyżem Komandorskim Orderu Odrodzenia Polski za wybitne osiągnięcia sportowe, za promowanie Polski na arenie międzynarodowej[10]. Dekoracja odbyła się 3 grudnia 2017 w pałacu prezydenckim w Warszawie[11].
- Postanowieniem prezydenta RP Andrzeja Dudy z a 28 września 2021 została odznaczona Krzyżem Komandorskim z Gwiazdą Orderu Odrodzenia Polski za wybitne osiągnięcia sportowe oraz zasługi w działalności na rzecz krzewienia i propagowania idei olimpijskiej[12]
- Medal Księcia Mściwoja II za wybitne osiągnięcia sportowe, które przyczyniły się do promowania Gdańska w Polsce i na świecie, a także za niezłomną determinację w dążeniu do wyznaczonych celów oraz życiową postawę stanowiącą wzór do naśladowania (2024)[13]